# SBT Cuiabá
SBT Cuiabá é uma emissora de televisão brasileira sediada em Cuiabá, capital do estado do Mato Grosso. Opera no canal 5 (45 UHF digital), e é afiliada ao SBT. Apesar do nome, a emissora não pertence ao Grupo Silvio Santos, e sim ao Grupo Roberto Dorner de Comunicação, de propriedade do empresário, pecuarista e político Roberto Dorner, do qual também fazem parte o SBT Rondonópolis, SBT Sinop e o SBT Nova Mutum.

## História
A emissora entrou no ar como afiliada da Rede Manchete. Com a falência da rede em 1999, a emissora acompanhou o processo de transição da emissora para TV!, e posteriormente RedeTV!, tornando-se uma das suas primeiras afiliadas.
Entre junho e julho de 2009, a direção da emissora anunciou que deixaria a RedeTV! pelo SBT, após assinar acordo de afiliação com a rede. À meia-noite do dia 1º de agosto a emissora começou a transmitir o sinal do SBT, que já estava há 3 meses sem afiliada no Mato Grosso desde a desafiliação da TV Cidade Verde. A RedeTV! por sua vez passou a ser retransmitida pela recém-criada TV Cuiabá, no canal 47 UHF.
Em 15 de abril de 2011, a torre de transmissão da emissora caiu devido às fortes chuvas e rajadas de vento no local, fazendo duas vítimas que estavam em um caminhão: uma morreu na hora e a outra ficou gravemente ferida. A emissora custeou todo o funeral e tratamento médico das vítimas e decidiu acionar judicialmente a empresa Bimetal, responsável pela montagem da torre, após o laudo pericial constatar que a torre que deveria durar 10 anos, ficou de pé apenas dois anos.
Em 4 de fevereiro de 2016, a emissora deixa de utilizar o nome TV Rondon e passa a se chamar SBT Cuiabá. O mesmo ocorreu com as outras emissoras do Grupo Roberto Dorner de Comunicação, a TV Rondon de Rondonópolis e a TV Cidade de Sinop, que passaram a se chamar, respectivamente, SBT Rondonópolis e SBT Sinop.

## Sinal digital
| PSIP | Canal  | Proporção de tela | Programação                               |
| ---- | ------ | ----------------- | ----------------------------------------- |
| 5.1  | 45 UHF | 1080i             | Programação principal do SBT Cuiabá / SBT |

A emissora iniciou suas transmissões digitais em 13 de julho de 2012, através do canal 45 UHF (5.1 virtual). Em 18 de maio de 2014, a programação do SBT, que até então era exibida em definição padrão, passa a ser transmitida em alta definição. Em 10 de novembro do mesmo ano, os programas locais da emissora passaram a ser produzidos em alta definição.
Transição para o sinal digital
Com base no decreto federal de transição das emissoras de TV brasileiras do sinal analógico para o digital, o SBT Cuiabá, bem como as outras emissoras de Cuiabá, cessou suas transmissões pelo canal 5 VHF em 14 de agosto de 2018, seguindo o cronograma oficial da ANATEL.

## Retransmissoras
- Alto Araguaia - 06 VHF
- Alto Paraguai - 05 VHF
- Água Boa - 12 VHF
- Alto Taquari - 04 VHF
- Apiacás - 10 VHF
- Campo Novo do Parecis - 08 VHF
- Castanheira - 05 VHF
- Cláudia - 03 VHF
- Comodoro - 07 VHF
- Gaúcha do Norte - 09 VHF
- Itiquira - 11 VHF
- Jauru - 13 VHF
- Marcelândia - 09 VHF
- Nova Bandeirantes - 13 VHF
- Nova Monte Verde - 08 VHF
- Porto dos Gaúchos - 08 VHF
- Poxoréo - 10 VHF
- Primavera do Leste - 04 VHF
- Rosário Oeste - 09 VHF
- São José dos Quatro Marcos - 11 VHF
- Tapurah - 12 VHF
- Terra Nova do Norte - 05 VHF
- Vera - 11 VHF

## Grupo Roberto Dorner de Comunicação
É um grupo de mídia do Mato Grosso dono de 4 emissoras de tv afiliadas ao SBT (SBT Cuiabá, SBT Nova Mutum, SBT Rondonópolis, e SBT Sinop) e das rádios Massa FM Nova Mutum e Massa FM Rondonópolis.